# Третье правительство Жоржа Бидо
Третье правительство Жо́ржа Бидо́ — кабинет министров, правивший Францией с 7 февраля по 24 июня 1950 года, в период Четвёртой французской республики, в следующем составе:
- Жорж Бидо — председатель Совета министров;
- Анри Кёй — вице-председатель Совета Министров и министр внутренних дел;
- Робер Шуман — министр иностранных дел;
- Рене Плевен — министр национальной обороны;
- Морис Пецш — министр финансов и экономических дел;
- Жан-Мари Лувель — министр торговли и промышленности;
- Поль Бекон — министр труда и социальное обеспечение;
- Рене Мейер — министр юстиции;
- Ивон Дельбос — министр национального образования;
- Луи Жакино — министр по делам ветеранов и жертв войны;
- Габриэль Валей — министр сельского хозяйства;
- Жан Летурно — министр заморских территорий;
- Жак Шастеллен — министр общественных работ, транспорта и туризма;
- Пьер Шнейтер — министр здравоохранения и народонаселения;
- Эжен Клод-Пти — министр реконструкции и градостроительства;
- Шарль Брюн — министр почт;
- Пьер-Анри Тежен — государственный министр.